# MOS Technology 6510

Pin-konfigurationen på 6510

MOS Technology 6510 är en mikroprocessor från MOS Technology. Den är mycket lik föregångaren 6502. Skillnaden består i att 6510 har en inbyggd I/O-port, som i den vanligaste versionen av 6510 är 6 bitar bred. Denna används i Commodore 64 för att avgöra huruvida vissa minnesområden ska kopplas till ROM eller RAM, analogt med hur bank switching fungerar.
| MOS 6502-serie                 |
| 6502 \| 6507 \| 6510 \| 65C816 |